# Dougou, Anhui
Dougou (kinesiska: 陡沟) är en köping i östra Kina. Den ligger i staden Wuwei på häradsnivå, som ligger i staden Wuhu på prefekturnivå i provinsen Anhui, omkring 89 kilometer sydost om provinshuvudstaden Hefei. Antalet invånare är 59 839. Befolkningen består av 29 300 kvinnor och 30 539 män. Barn under 15 år utgör 15,0 %, vuxna 15-64 år 70 %, och äldre över 65 år 13,0 %.